# 拉斐爾·維諾利

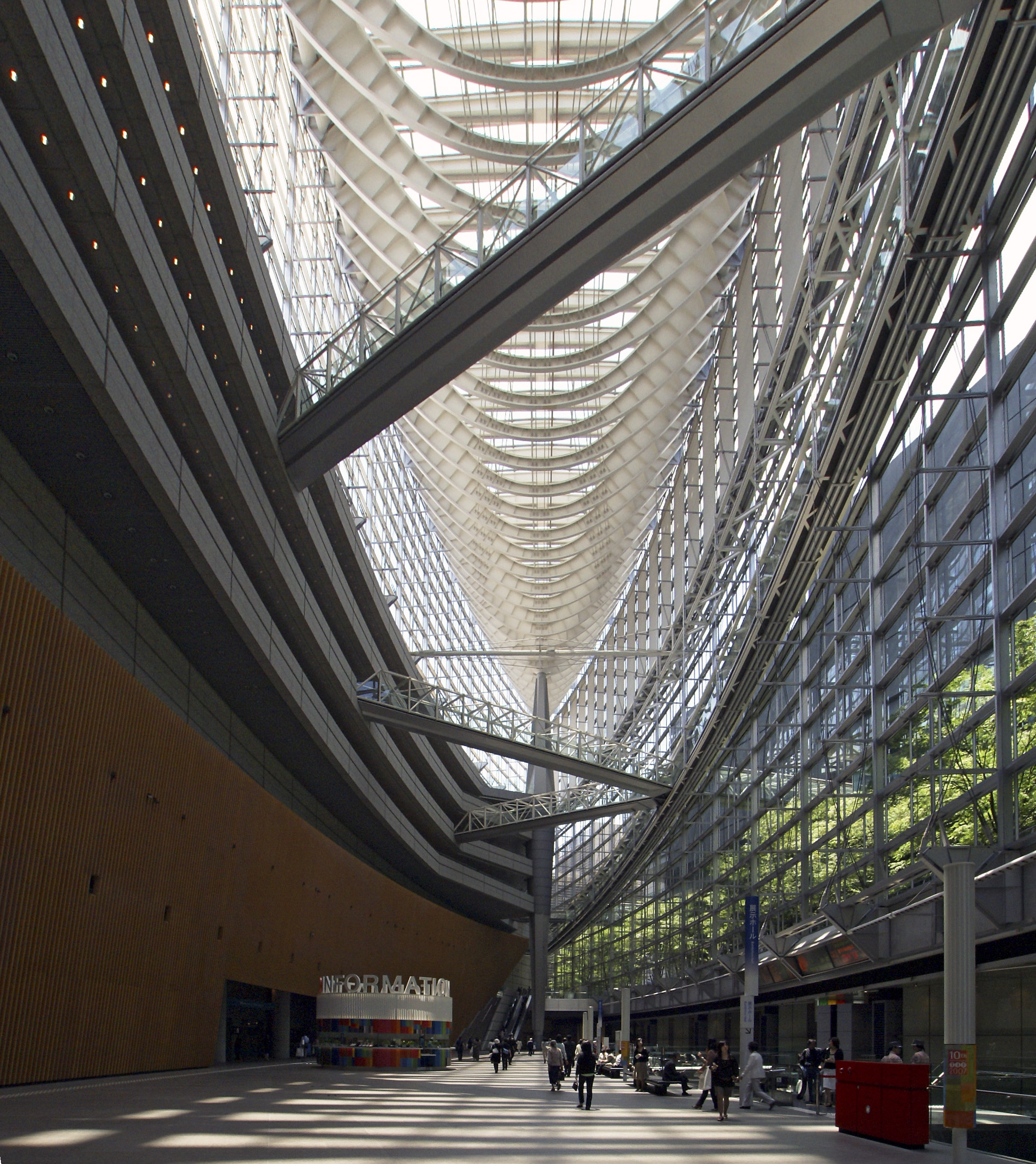
東京國際論壇内部图

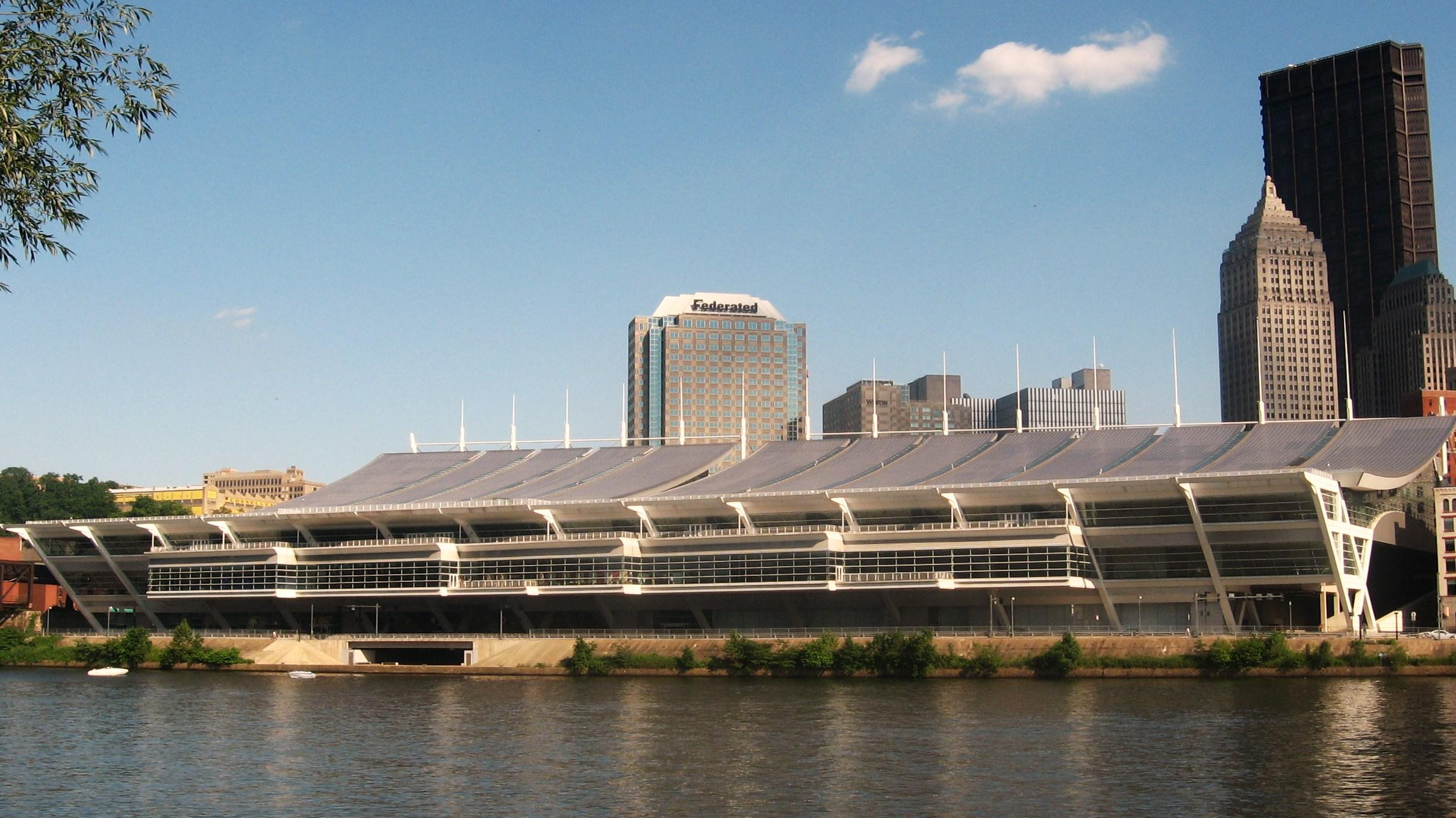
戴维·L·劳伦斯會議中心，位于匹兹堡

拉斐尔·维诺利（英語：Rafael Viñoly，1944年6月1日—2023年3月2日）是一名建筑师，出生于乌拉圭，后搬至纽约，拉斐尔·维诺利建筑事务所负责人，该事务所在纽约、帕羅奧圖、伦敦、曼彻斯特、阿布扎比和布宜諾斯艾利斯等地都设有办公室。他的成名作是1996年建成的東京國際論壇，该建筑尚未建成时，现代艺术博物馆就展出了一些模型和图画，《纽约时报》建筑评论家赫伯特·穆尚在看过这些展览后对维诺利的设计大加赞许。在东京国际论坛完工后的第二年，穆尚更盛赞这维诺利是“在美国活动的最优雅的建筑师”。
但维诺利的部分设计也受到一些批评，例如他设计的芬喬奇街20號就存在反光强烈和会在地基处产生风洞等问题。

## 早年生活
维诺利生于乌拉圭的蒙得维的亚，他的父亲是一名电影和戏剧导演，母亲是一个数学老师。维诺利自幼就饱受艺术熏陶，家中的桌子上经常摆有勒·柯布西耶的建筑作品、各种翻译艺术作品、阿尔图罗·托斯卡尼尼的指挥作品等。维诺利五岁时，他的父亲受邀前往布宜诺斯艾利斯导演一部戏剧，全家遂开始在该地定居。同年维诺利报了一个钢琴班，据他本人所述，除了如何弹钢琴之外，他还从老师那里学到了很多关于哲学和当代艺术的知识。1962年，维诺利入读布宜诺斯艾利斯大学，同年他在该校的一个木工车间设计竞赛中胜出，是为他第一次赢得设计竞赛。不过该车间在几年后就随着学校的搬迁而被拆除。1968年，维诺利从布宜诺斯艾利斯大学取得建筑学士学位，次年又从该校的建筑和城市化学院取得建筑硕士学位。

## 职业生涯
维诺利的职业生涯跨越四十余年，业务范围遍布美国、拉美地区、欧洲、亚洲及中东等地。
1964年，维诺利在阿根廷与六名朋友组成了一个建筑公司，截至1978年，该公司已经完成116项建筑业务，并逐步发展成南美洲最大的建筑事务所之一。不过后来维诺利感到阿根廷的环境越来越高压，例如他有一次从外面回家后发现自己的私人图书馆有被搜查过的痕迹，且一些外语书籍被标为“可疑”，于是决定离开阿根廷。
1978年，维诺利一家搬到美国居住，在短暂担任哈佛大學設計研究生院的客座讲师之后，维诺利于1979年搬到纽约，并登记成为永久居民。1983年，维诺利在纽约创立拉斐尔·维诺利建筑事务所。他在纽约接到的第一单大业务来自约翰·杰伊刑事司法学院，于1988年完成。1989年，维诺利在东京国际论坛的国际设计竞赛中胜出，后者于1996年完工。除此之外，维诺利的设计团队在世界贸易中心的设计竞赛中也是决赛入围者之一。
维诺利和美国建筑师学会、英國皇家建築師協會等多个建筑团体都有伙伴关系，同时还是日本建筑家协会和阿根廷中央建筑师协会的一员

### 声誉
“Metropolis”网站上一篇文章将维诺利称为“一名诚实的实用主义者和机构设计大师”，认为学校、市政建筑、展覽館等建筑是维诺利作品的支柱。该文作者认为，大部分人认为“有纪念性的东西才能叫做建筑”，而常常会忽略维诺利这类“供人使用”的建筑的重要性。《阿拉伯联合酋长国国人新闻》（英語：UAE National News）的John Gravois撰文称他非常赞赏维诺利“对医院、纳米系统机构、癌症研究中心等这类复杂而极具挑战性的建筑的喜爱”，他认为维诺利的建筑“似乎从来就不是为了迎合航拍的需要，而是拿来给人使用和体验的”。Gravois还指出，维诺利非常反对所谓“当代建筑文化”，认为这类建筑只是为了“博取名声”。

## 个人生活
维诺利的妻子是一名室内设计师，名叫戴安娜·维诺利。他曾评价戴安娜的设计风格为“混杂、非正统但不至于繁琐”，“她所挑选的物品好像会说话，设计出来的每座房子都好像具有生命”。他的儿子罗曼（Román）是拉斐尔·维诺利建筑事务所的总监。除罗曼以外，维诺利还有两个过继的儿子。
维诺利曾数次搬家，居住过的地方包括纽约的翠貝卡、Water Mill以及伦敦。他曾经感染过新型冠状病毒病，为了避免传染家人，他搬到一间办公室的一个隔间内住了一段时间。虽然早年就搬到了纽约，但维诺利仍然时常维持着与家乡蒙得维的亚的联系。他经常会到蒙德维的亚度过夏天，也曾数次在那里设计建筑。
维诺利非常喜爱钢琴，但平常很少有时间弹奏，只能每到一个办公室之后抽出部分时间弹奏。他曾与钢琴制造商梅恩合作设计过一款音乐会钢琴，这款钢琴的琴键被设计成曲线，以使弹奏者在能更容易地同时演奏最高和最低音符。2022年，维诺利和梅恩合作推出了梅恩-维诺利钢琴，这款钢琴后来在韦尔比耶音乐节上由基里尔·格斯坦首次使用。在维诺利去世几个月后，这款钢琴被费城管弦乐团买下，并于2023年11月在卡内基音乐厅上的一场音乐会上由乔纳森·比斯演奏。
维诺利非常欣赏建筑师安德烈亚·帕拉弟奥、奥斯卡·尼迈耶、路德維希·密斯·凡德羅和路易·卡恩。而在这些建筑师的作品中，他非常喜爱凡德罗的西格拉姆大厦和卡恩的索尔克研究所。
维诺利曾经在1983年到过中国，并参加了三个项目。他认为中国的市长同时亦管理市内的交通运输的政策很好，并表示当时中国不存在关于所谓“现代建筑文化”的炒作。
2023年3月2日，维诺利在纽约去世，死因为動脈瘤。

## 评价
《纽约》杂志旗下网站Curbed一篇纪念文章称维诺利为“一位典型的纽约建筑师”，认为他的作品“非常独特”、“无法复制”。设计评论家伊恩·沃尔纳（Ian Volner）在一篇文章中提到维诺利留下的数量“惊人”的作品时（特别是位于公园大道432号的公寓楼，该建筑因1:16的宽高比而备受争议），认为“任何一个如此疯狂多产的人都注定会在某个时候陷入公众的舆论之中”。不过维尔纳也对维诺利的芬乔奇街20号和位于拉斯维加斯的維達拉酒店提出批评，认为维诺利过于追求透明和简约，却忽视了其他平常的东西。但维尔纳仍非常赞赏维诺利，表示他“为建造一个更加美丽的纽约做出了贡献”。
相对于对现代主义的追求，《纽约时报》的弗雷德·A·伯恩斯坦将重点放在维诺利对个人特色的避免，并重点提及了维诺利“喜欢用玻璃围住一个庞大的空间，以此来营造一个明亮的环境”的偏好。在该报的另一篇文章中，曾数次与维诺利合作的大卫·罗克韦尔对维诺利重建世贸中心的提议作了重点评述，他回忆称维诺利的团队当时想将世贸中心大楼改建成一个向上盘旋的机构，“通过钢铁和天空的细密结合，把大楼打造成一个人民和文化中心”，并认为这一设计体现了维诺利“对美和文化的力量的热爱和信仰”。
《艺术新闻》的路易斯·杰布对维诺利坦然接受“呆子般、毫无吸引力”的建筑大加赞许。他写道：“在这个所谓‘明星建筑’（starchitect）纷纷追求魅力的时代，维诺利却乐于设计实验室、医院、大学等建筑”。
乌拉圭裔美国建筑师Amir Kripper认为，除了在建筑方面拥有众多成就以外，维诺利还“为从南美来到美国的建筑师”铺平了道路。Kripper在一篇文章中回忆称当一名学生给他看过维诺利的东京国际论坛之后，他就被这一设计“迷住了”。Kripper曾与鲁道夫·马查多（Rodolfo Machado）和豪尔赫·西尔沃提（两人都是维诺利的同学）合作，他表示他们之间与维诺利的共同联系使得团队关系更为融洽，同时亦鼓舞了他克服文化背景、出生国家和语言等种种障碍，一心投身于工作之中。Kripper后来也成立了一间工作室，并表示这也是受维诺利的鼓舞。

## 批评

### 英国最丑建筑奖
维诺利设计的芬乔奇街20号受到各界批评。因其外观过于丑陋，该建筑在2015年被评为英国最丑建筑。

### 作品的阳光反射问题

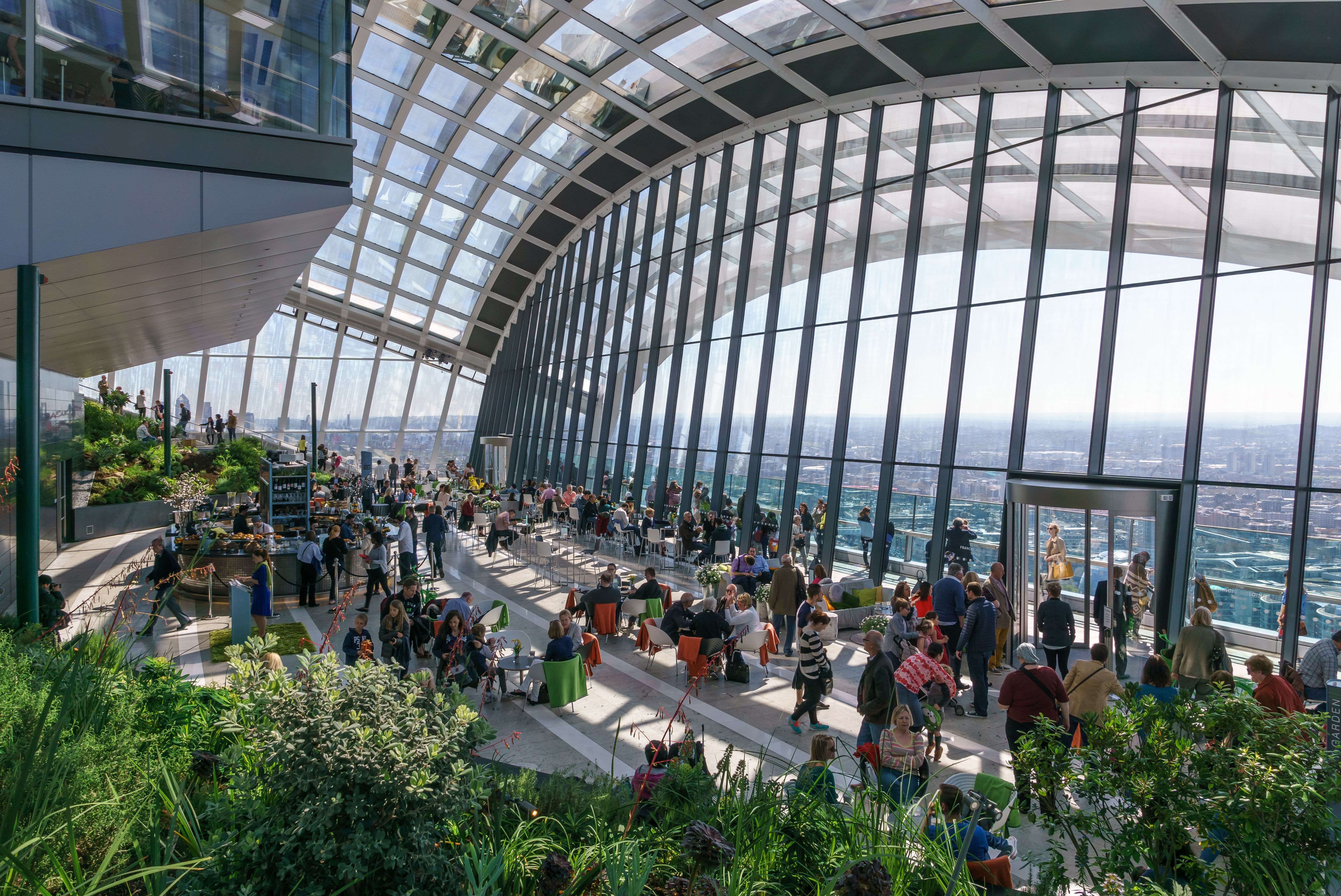
芬乔奇街20号的空中花园

维诺利设计的維達拉酒店和芬乔奇街20号都存在因外部玻璃向内凹陷而引起阳光反射过于强烈的问题。2010年，《拉斯維加斯評論報》的一篇报道指出維達拉酒店向南面反射的阳光会造成在那里游泳的人感到不适，且会熔化照射到的塑料杯子和购物袋，这些光线也因此被酒店雇员成为“維達拉死亡射线”。2013年，芬乔奇街20号反射出的阳光熔化了一辆捷豹汽车的部分部件，附近一家理发店的地毯也被烧坏。

### 公园大道432号
由于浸水、电气爆炸、存在晃动等种种问题，公园大道432号多次受到起诉。多名在这里买过住房的人均表示后悔。由于高处风力过大，该栋大楼的电梯时常出现故障，居民受困事件层出不穷。另外为了促进空气流通、降低风阻和减少压力，大楼的12层被设置成敞开空间，部分居民反映该层噪音过大。

## 荣誉与奖项
- 萨尔瓦多中心设计荣誉奖，2007年
- 英国皇家建筑师学会国际伙伴，2006年
- 庫珀·休伊特與史密森尼設計博物館（英语：Cooper Hewitt, Smithsonian Design Museum）全国设计大奖赛决赛选手，2004年
- 加州州立理工大學波莫納分校环境设计学院（英语：Cal Poly Pomona College of Environmental Design）诺伊特拉专业卓越奖章（为纪念现代主义建筑师理查德·诺伊特拉而设立），2000年[37]
- 馬里蘭大學學院市分校名誉博士，1997年
- 美国建筑师学会纽约分部荣誉奖章，1995年
- 國家學院博物館和學校国家级院士，1994年[38]
- 美国建筑师学会合作伙伴，1993年[39]
- 科尼克斯基金会科尼克斯奖（英语：Konex Award），1992年